# Rosalyn Fairbank
Rosalyn Doris Fairbank (Durban, Sudáfrica, 2 de noviembre de 1960) es una exjugadora profesional de tenis sudafricana. Jugó su primer Grand Slam en 1979, y su última participación fue en 1997. Ganó un título de individuales WTA en Richmond en 1983 y 18 títulos de dobles. Sus triunfos más importantes fueron su victoria en el Torneo de Roland Garros de 1981 junto a Tanya Harford y en el de 1983 junto a Candy Reynolds. En total ganó 317 partidos individuales y 472 dobles en el circuito durante su prolongada carrera como tenista profesional. Tras su matrimonio participó en el circuito con su nombre de casada, Rosalyn Nideffer.

## Finales en Grand Slam
Dobles3 (2 títulos, 1 final)
Mixtos1 (0 títulos, 1 final)
| Resultado | Año  | Torneo             | Compañera      | Oponentes en la final           | Marcador      |
| Ganadora  | 1981 | Roland Garros      | Tanya Harford  | Candy Reynolds Paula Smith      | 6-1, 6-3      |
| Ganadora  | 1983 | Roland Garros (2)  | Candy Reynolds | Kathy Jordan Anne Smith         | 5-7, 7-5, 6-2 |
| Finalista | 1983 | Abierto de EE. UU. | Candy Reynolds | Martina Navratilova Pam Shriver | 6-7, 6-1, 6-3 |

Dobles mixtos1 (0 títulos, 1 finalista)
| Resultado | Año  | Torneo        | Compañero      | Oponentes en la final  | Marcador      |
| Finalista | 1986 | Roland Garros | Mark Edmondson | Ken Flach Kathy Jordan | 3-6, 7-6, 6-3 |